# 尋樂書岩
尋樂書岩位於四川省蒼溪縣東青鄉，文物遺址年代判定為清。1996年9月16日公佈為四川省第四批省級文物保護單位。